# 다카세촌 (야마가타현 히가시무라야마군)
다카세촌(高瀬村)은 야마가타현 히가시무라야마군에 설치되었던 촌이다.